# Rainer Zietlow

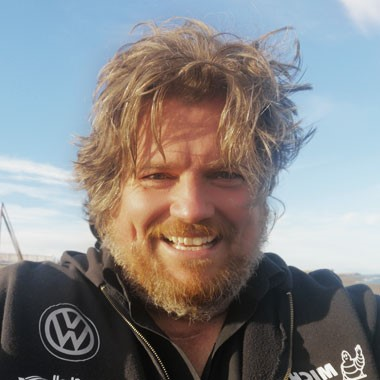
Rainer Zietlow 2019

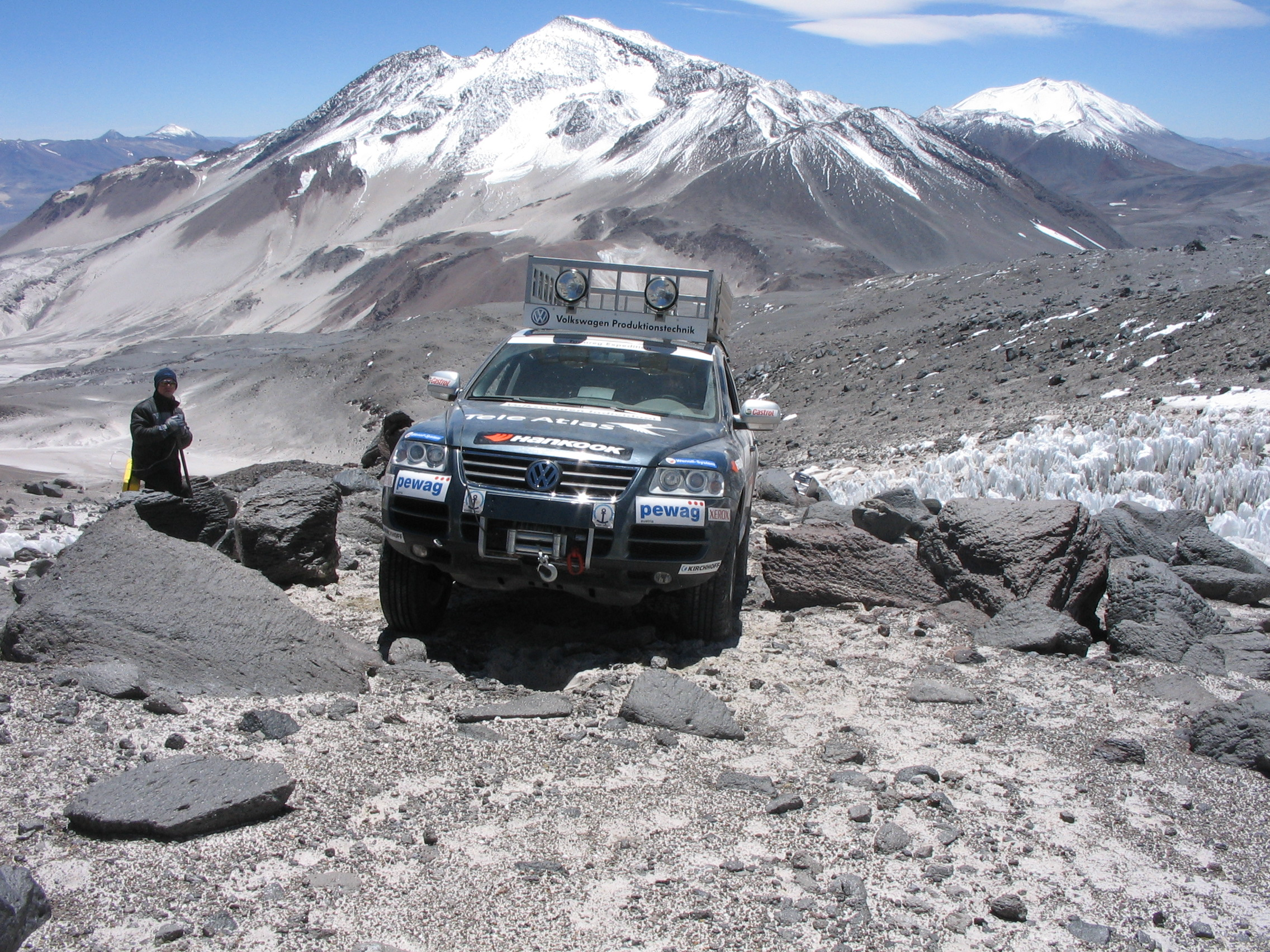
Höhenweltrekord 2005

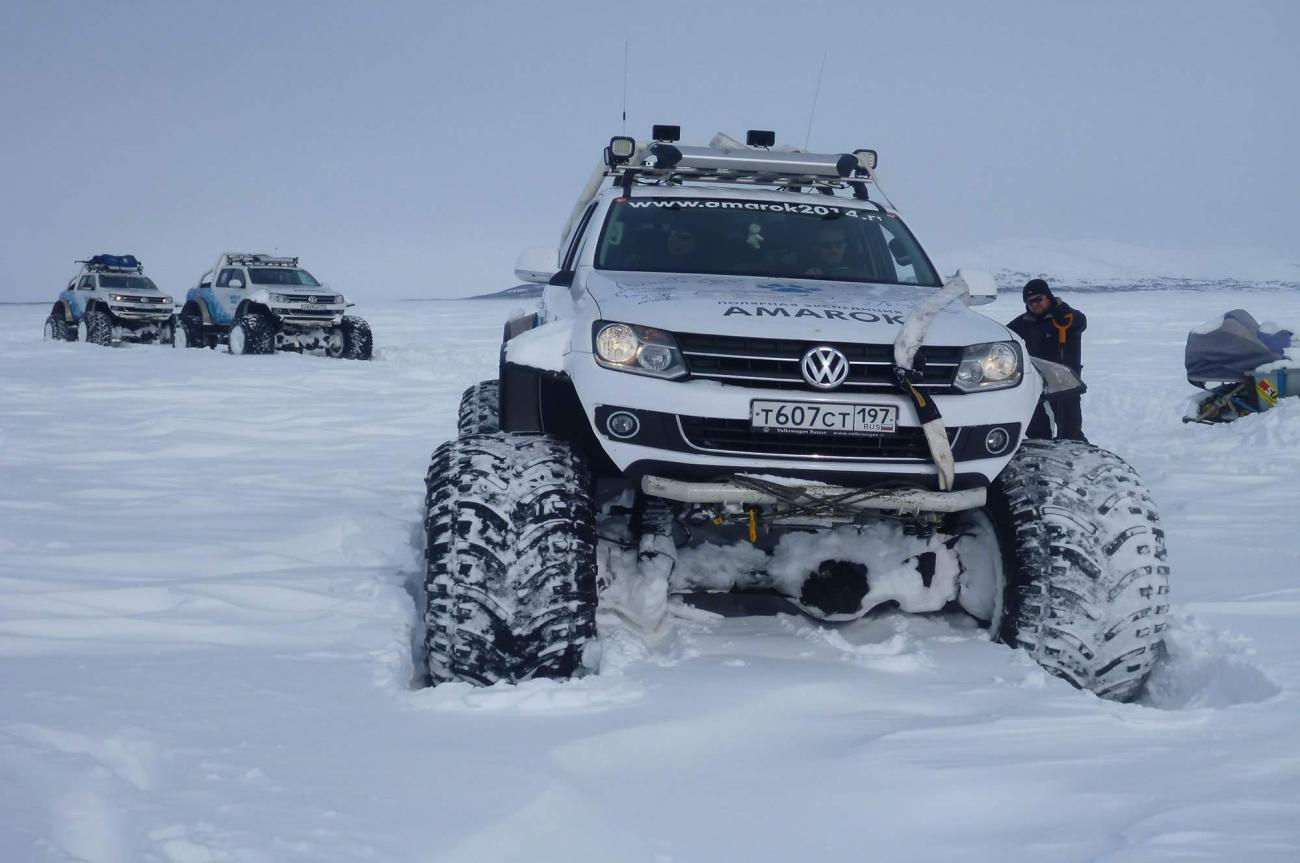
Amarok Polar Expedition 2013

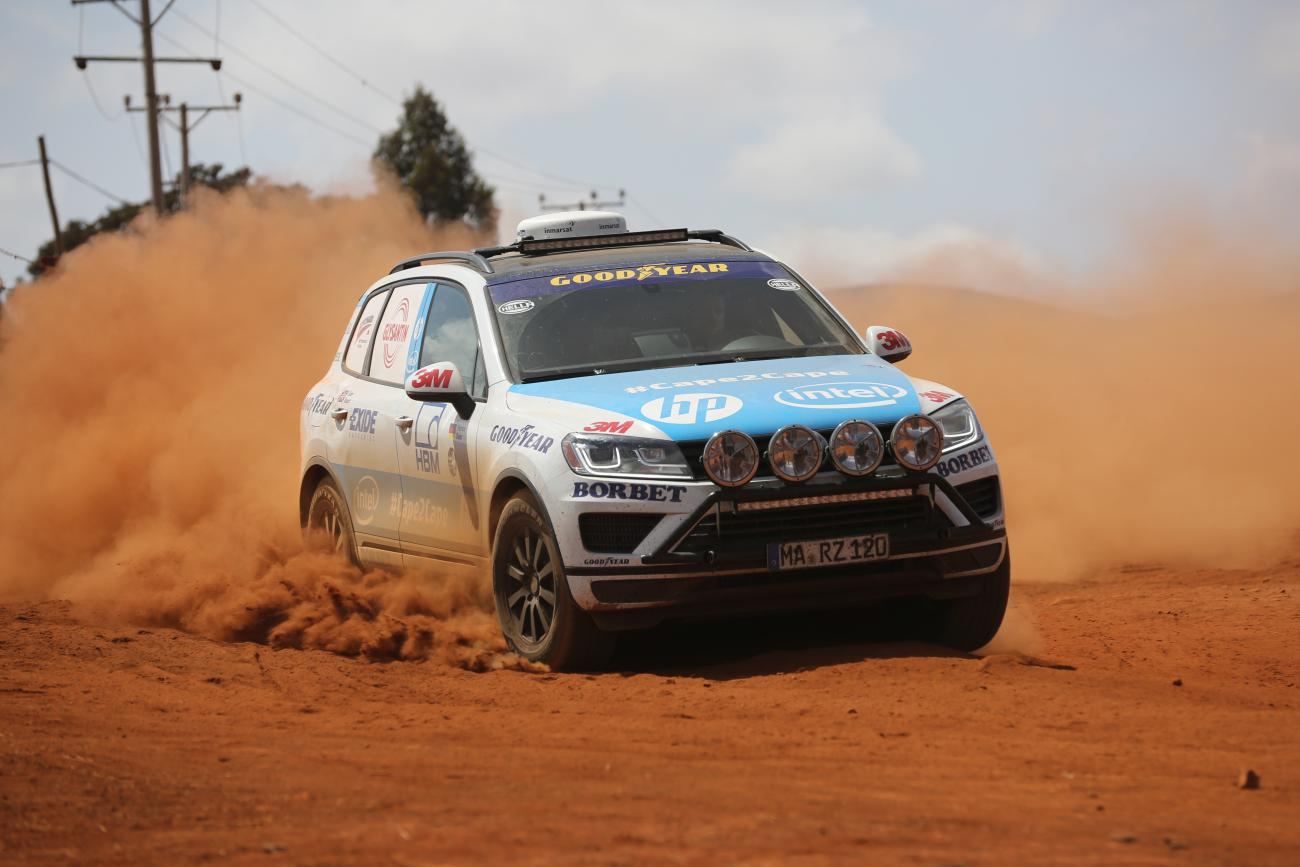
Von Südafrika nach Norwegen 2015

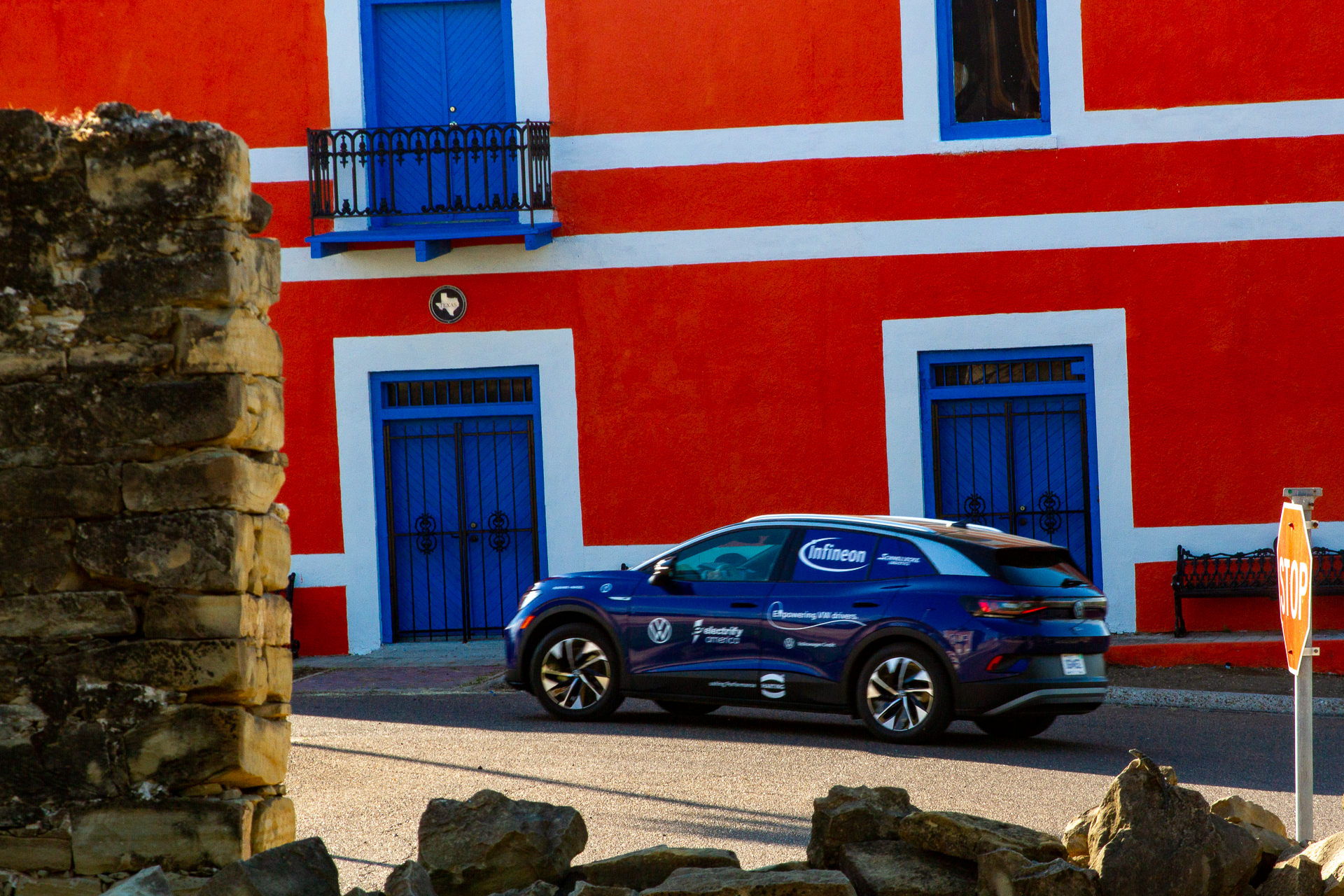
VW ID.4 USA Tour 2021

Rainer Zietlow (* 1969) ist ein deutscher Weltrekordhalter, Langstreckenfahrer und Inhaber der Agentur Challenge4 in Mannheim. Sechs seiner Langstreckenrekorde und zwei Höhenrekorde sind oder waren offiziell bei Guinness World Records eingetragen.

## Aktivitäten
1988 durchquerte Rainer Zietlow mit einem Mercedes 230 die Sahara bis nach Niger. 1990 erfolgte eine Durchquerung der Sahara bis nach Kamerun mit einem Toyota Land Cruiser BJ 55. 1996 umrundete Rainer Zietlow die Welt mit einem Land Rover Defender 110 in sechs Monaten.

## Challenge4
2004 gründete Rainer Zietlow die Agentur Challenge4 GmbH. Sie ist spezialisiert auf die Planung und Durchführung internationaler Langstrecken- und Rekordfahrten. Seit 2005 führte die Agentur 20 erfolgreiche Projekte durch. Dabei nutzt sie bevorzugt Fahrzeuge der Volkswagen AG.

## SOS-Kinderdorf
Bis auf wenige Ausnahmen unterstützt Rainer Zietlow seit 2004 bei jeder seiner Weltrekord- oder Langstreckenfahrt die internationale Kinderhilfsorganisation SOS-Kinderdorf durch Übergabe einer Spendensumme im Rahmen eines Dorfbesuches vor Ort. Über 40.000 Euro wurden mittlerweile gespendet.

## Alle Weltrekord- und Langstreckenfahrten von Rainer Zietlow (1996 bis heute)
| Jahr      | Tour | Team |
| --------- | --- | --- |
| 1996      | Weltumrundung mit Besuch aller Städte mit dem Namen "Coburg" in einem Land Rover Defender | Rainer Zietlow |
| 2005      | Guinness World Record für das Erreichen einer Höhe von 6.081 Metern am Ojos del Salado in der chilenischen Atacama-Wüste mit einem serienmäßigen Volkswagen Touareg. | Rainer Zietlow, Ronald Bormann, Ingo Barensche, Matthias Merz, Florian Hilpert, Steffen Schmidt, Stefan Urlass, Hans-Jürgen Cordes                     |
| 2006/2007 | Guinness World Record für die erste Weltumrundung über sechs Kontinente mit einem nur erdgasbetriebenen PKW, einem Volkswagen Caddy EcoFuel. Dabei wurde u. a. Australien erstmals mit einem Erdgasfahrzeug durchquert, welches nicht in Australien zugelassen war. Strecke: rund 45.000 km (s. a. Weltumrundung#dort).                                              | Rainer Zietlow, Franz Janusiewicz, Florian Hilpert, Falk Gunold                                                                                        |
| 2007      | Langstreckenfahrt von Berlin nach Bangkok mit einem erdgasbetriebenen Volkswagen Caddy EcoFuel. Dabei wurde u. a. China erstmals mit einem Erdgasfahrzeug durchquert, welches nicht in China zugelassen war. Strecke: rund 22.000 km. | Rainer Zietlow, Franz Janusiewicz |
| 2009      | Besuch aller 800 Erdgastankstellen innerhalb Deutschlands in 80 Tagen in einem erdgasbetriebenen Volkswagen Passat TSI EcoFuel. Strecke: rund 23.700 km. | Rainer Zietlow, Franz Janusiewicz |
| 2009      | Erste Durchquerung des eurasischen Kontinents vom Atlantik (Cabo da Roca) über Russland bis zum Pazifik (Tokyo) in einem erdgasbetriebenen Volkswagen Caddy Maxi EcoFuel. Dabei wurde Japan erstmals mit einem Erdgasfahrzeug durchquert, welches nicht in Japan zugelassen war. Strecke: rund 15.000 km.                                                            | Rainer Zietlow, Franz Janusiewicz, Benny Wagener, Roman Huber, Leopold Freund                                                                          |
| 2010      | Langstreckenfahrt entlang der Panamericana von Ushuaia (Argentinien) nach Deadhorse (Alaska, USA) mit einem erdgasbetriebenen Volkswagen Caddy Maxi EcoFuel. Dabei wurde die Panamericana erstmals durchgehend mit einem Erdgasfahrzeug befahren. Strecke: rund 35.000 km.                                                                                           | Rainer Zietlow, Marius Biela |
| 2011      | Erste Weltrekordfahrt auf der Panamericana von Ushuaia nach Deadhorse mit einem Volkswagen Touareg. Fahrzeug und Team wurden über den Darien-Dschungel von Cartagena nach Panama-Stadt geflogen. Strecke: rund 23.000 km in 11 Tagen und 17 Stunden. | Rainer Zietlow, Marius Biela, Carlos Fernandez |
| 2012      | Weltrekordfahrt von Melbourne (Australien) zur Partnerstadt St. Petersburg (Russland) in einem Volkswagen Touareg. Fahrzeug und Team wurden zwischen Darwin und Dilli (Osttimor) geflogen und zwischen Indonesien und Malaysia auf einem Holzboot verschifft. Strecke: rund 23.000 km in 17 Tagen und 18 Stunden.                                                    | Rainer Zietlow, Marius Biela, Vadim Gagarin |
| 2013      | Guinness World Record für die „Amarok Polar Expedition“, eine 60-tägige Fahrt von Moskau nach Petropavlovsk in Kamchatka mit drei umgebauten Volkswagen Amarok im Rahmen einer Werbetour für die Olympischen Winterspiele in Sotschi 2014. Strecke: rund 16.000 km.                                                                                                  | Rainer Zietlow, Gannadij Paramonov, Alexey Vorobiev, Alexander Nesterov, Andrey Ivanov, Ilya Novikov, Alexey Simakin, Rafael Usmanov, Denis Solomovich |
| 2014      | Langstreckenfahrt von Norwegen nach Südafrika in einem Volkswagen Touareg. Strecke: rund 18.000 km. | Rainer Zietlow, Marius Biela, Matthias Prillwitz |
| 2015      | Weltrekordfahrt vom südlichsten Punkt Südafrikas, dem Cap Agulhas, zum nördlichsten Punkt Europas, dem Nordkap, mit einem Volkswagen Touareg. Das Fahrzeug und das Team wurden von Jordanien in die Türkei geflogen. Strecke: rund 17.500 km in 9 Tagen und 4 Stunden.                                                                                               | Rainer Zietlow, Marius Biela, Sam Roach |
| 2016      | Weltrekordfahrt vom östlichsten per Fernstraße zu erreichenden Ort Eurasiens, Magadan (Russland), zum westlichsten Punkt Eurasiens, dem Cabo da Roca (Portugal), mit einem Volkswagen Touareg. Strecke: rund 15.100 km in 6 Tagen und 9 Stunden. | Rainer Zietlow, Marius Biela, Petr Bakanov |
| 2017      | Weltrekordfahrt entlang der alten Seidenstraße von Shanghai nach Venedig über Kirgisien, Turkmenistan und Iran mit einem Volkswagen Tiguan. Strecke: rund 12.600 km in 5 Tagen und 18 Stunden. | Rainer Zietlow, Petr Bakanov, Dmitriy Makarov |
| 2018      | Langstreckenfahrt von Bratislava (Slowakei) zur Volkswagen Touareg Weltpremiere in Beijing mit einem Volkswagen-Touareg-Prototyp. Strecke: rund 16.500 km. | Rainer Zietlow, Rodion Baranov, Alexandre Pogodin |
| 2018      | Langstreckenfahrt von Beijing zurück nach Wolfsburg mit zwei Volkswagen Touareg und begleitenden Journalisten. Strecke: rund 16.500 km. | Rainer Zietlow, Rodion Baranov |
| 2019      | Zweite Weltrekordfahrt auf der Panamericana zwischen Deadhorse (Alaska, USA) und Ushuaia (Argentinien) mit einem Volkswagen Amarok. Fahrzeug und Team wurden über den Darien-Dschungel von Panama-Stadt nach Medellín geflogen. Strecke: rund 22.750 km in 10 Tagen und 19 Stunden.                                                                                  | Rainer Zietlow, Marius Biela, Nelson Scarabela |
| 2020      | Weltrekord für die längste gefahrene Strecke innerhalb eines Landes (Deutschland) mit einem vollelektrischen Fahrzeug, dem Volkswagen ID.3. Strecke: rund 28.000 km in 65 Tagen mit Stopps bei 830 Volkswagen-Händlern und 650 Ladestationen über 60 kW. | Rainer Zietlow, Dominic Brüner |
| 2021      | Guinness World Record für die längste gefahrene Strecke innerhalb eines Landes (USA) mit einem vollelektrischen Fahrzeug, dem Volkswagen ID.4. Strecke rund 58.000 km in 97 Tagen mit Stopps bei 628 amerikanischen Volkswagen-Händlern. | Rainer Zietlow, Derek Collins |
| 2022      | Guinness World Record für die größte Höhe über dem Meeresspiegel mit einem vollelektrischen Fahrzeug, dem Volkswagen ID.4. Am Vulkan Uturuncu (Bolivien) wurde eine Höhe von 5.816 m erreicht. | Rainer Zietlow, Cristian Órdenes, Pedro Abarca, Alvaro Rojas                                                                                           |
| 2023      | Erste Fahrt mit einem vollelektrischen Fahrzeug, einem Volkswagen ID.4, und ohne Begleitfahrzeug im Frühjahr durch Alaska von Homer nach Deadhorse. Anschließend Fahrt von Deadhorse nach Key West, Florida. Insgesamt wurden in 42 Tagen 16.115 km zurückgelegt. | Rainer Zietlow, Derek Collins |
| 2023      | Guinness World Record für die geringste Anzahl Ladestopps bei der Durchquerung Kanadas (St. John’s – Victoria) mit einem vollelektrischen Auto, dem Volkswagen ID.4 GTX: 18 Stopps (7.133 km in 7 Tagen). | Rainer Zietlow, Elric Popp |
| 2023      | Erste vollelektrische Fahrt von Genf nach Doha mit Fährüberfahrt von Lavrio nach Amman in zwei Volkswagen ID.BUZZ, rund 6800 km. | Rainer Zietlow, Frank M. Rinderknecht, Anouk Köpfer, Camillo Pohl                                                                                      |
| 2024      | Guinness Word Record für die größte GPS-Zeichnung durch ein batteriebetriebenes Elektroauto, aufgestellt in Australien durch die Nachbildung des Logos von Volkswagen Australien zum 70-jährigen Bestehen. Dafür wurden innerhalb von 43 Tagen 33.548 km in einem VW ID.4 GTX zurückgelegt. Der eigentliche Rekordwert ist die Strecke für die Zeichnung: 23.849 km. | Rainer Zietlow, Marius Biela |
| 2024      | Guinness Word Record für die schnellste Durchquerung aller zehn australischen Wüsten mit einem benzin- bzw. dieselbetriebenen Serien-Pick-up-Truck. In 6 Tagen 10 Stunden und 15 min wurden 6.241 km in einem VW Amarok V6 Diesel zurückgelegt. | Rainer Zietlow, Marius Biela, Brad Howes |